# Skäggesta, Enköpings kommun
Skäggesta är en gård i Litslena socken i Enköpings kommun.
Gården omtalas första gången 1337, då villa skegistum parochia Lithlene nämns. 1409 skrivs namnet 'Skaeggistom'. Byn är dock med största sannolikhet äldre.
I anslutning till gården finns ett gravfält med gravar från yngre järnåldern, (RAÄ 201 Litslena), omfattande 23 runda stensättningar och tre högar. Ytterligare två ensamliggande stensättningar finns på gårdens mark. På byns marker finns även en förekomst av skålgropar. Richard Dybeck, som besökte byn på 1860-talet, berättar att på "Skäggsta gärde" skall ha hittats "en väl gjord hällkista, som ännu är någorlunda bibehållen".
Under 1600-talet och 1700-talet bestod Skäggesta av två gårdar, Stora och Lilla Skäggesta.